# Oratorio di San Maurizio (Tizzano Val Parma)
L'oratorio di San Maurizio è un luogo di culto cattolico dalle forme barocche, situato in strada Massese ad Antognola, frazione di Tizzano Val Parma, in provincia e diocesi di Parma; è sussidiario della parrocchiale dei Santi Giovanni Battista e Maurizio di Anzolla e fa parte della zona pastorale della Montagna.

## Storia
Il luogo di culto originario fu eretto in epoca medievale; la più antica testimonianza della sua esistenza risale al 1230, quando la Capelle de Antognola fu menzionata nel Capitulum seu Rotulus Decimarum della diocesi di Parma tra le dipendenze della pieve di Sasso.
Il 30 maggio 1367 fu sancita l'unione tra l'edificio di Antognola e la vicina cappella di San Giovanni Battista di Anzolla, ma ciò nonostante nel Regesto antico diocesano del 1494 i due piccoli templi figurarono ancora separati; è invece dal 1520 che in tutti i documenti i due luoghi di culto apparvero uniti.
La chiesa di Anzolla fu elevata a sede parrocchiale autonoma nel 1564, mentre l'oratorio di Antognola rimase suo sussidiario.
Nel 1680 la cappella medievale, ormai in rovina, fu ricostruita in forme barocche e benedetta al termine dei lavori il 15 ottobre di quell'anno.

## Descrizione

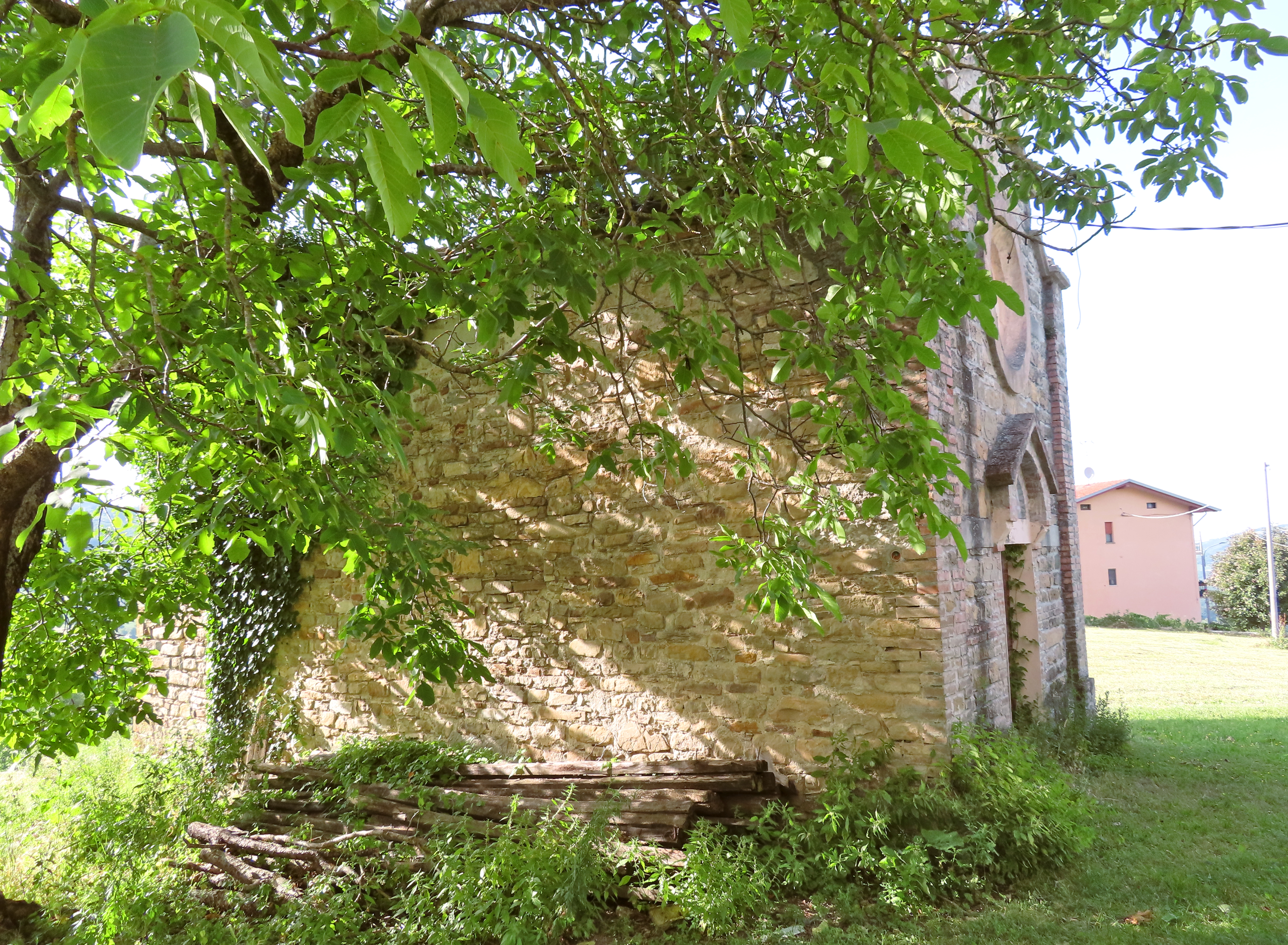
Facciata e lato sud

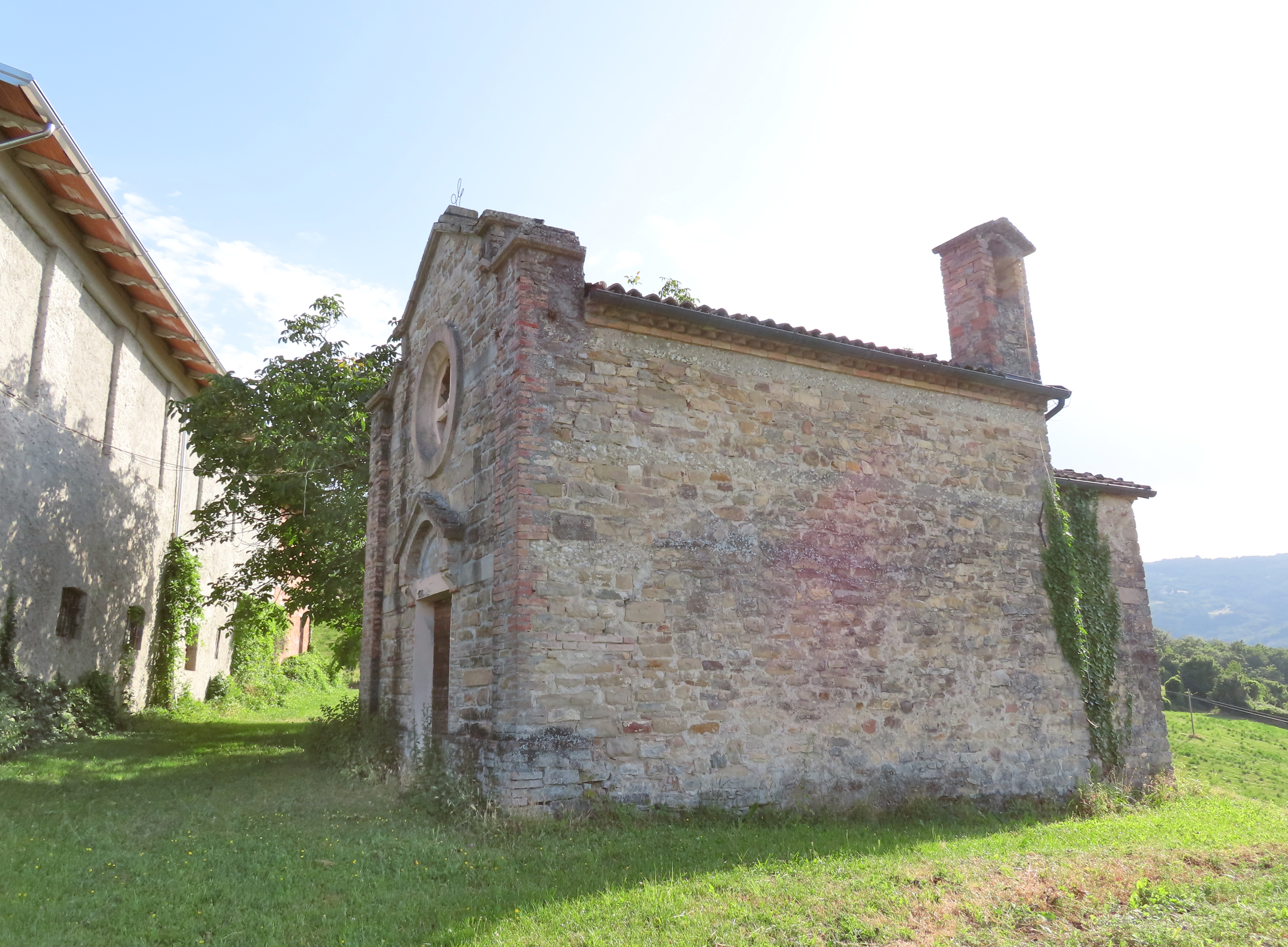
Facciata e lato nord

Il piccolo oratorio si sviluppa su un impianto a navata unica, con ingresso a est e presbiterio a ovest.
La simmetrica facciata, interamente rivestita in pietra come il resto dell'edificio, è delimitata da due lesene alle estremità; nel mezzo è posto il portale d'ingresso, sormontato da una lunetta ad arco a tutto sesto coronata da una cuspide in rilievo; più in alto si apre un ampio oculo con cornice in aggetto; in sommità si staglia un frontone mistilineo spezzato.
Al termine del lato destro di erge un piccolo campanile a vela.
All'interno la navata intonacata, coperta da un soffitto piano, si conclude sul fondo nel presbiterio, preceduto da un arco trionfale; il piccolo ambiente, chiuso superiormente da una volta a botte, accoglie l'altare maggiore marmoreo a mensa, aggiunto tra il 1970 e il 1980.